# الدواية
الدواية هي مدينة عراقية ومركز قضاء تتبع إداريا لمحافظة ذي قار تقع على بعد 70 كيلومتر شمال مدينة الناصرية في العراق وعن مدينة الشطرة 24 كيلومتر، وتقسم إلى قسمين الصوب الكبير والصوب الصغير  يفصل بينها نهر الدواية، من أبرز الاماكن والرموز هو جسر الشهيد رفيق سلمان جايد السعيدي، وسط المدينة، اشتهرت هذه المدينة بالزراعة وخاصتا الحبوب، وتحولت اداريا من ناحية إلى قضاء سنة 2015. نظرا لتوسعها وزيادة عدد السكان فيها. وفي مدينة الدواية العديد من التلال والمدن الأثرية ومنها تل الأسود ومدنية لكش السومرية القديمة وغيرها.
وتضم العديد من القرى والتجمعات السكانية الصغيرة التابعة لها ومنها: ال نايف، ال عساف، ام الغزلان، أبو الرويش، وميلحة، ال عمر، ال معيوف، العكرات، ال بوهان، ال حران (الغموكه)، الصديفة، الزغيبي، سكيوه، البوطويل (الفرقدين).

## أحياء سكنية

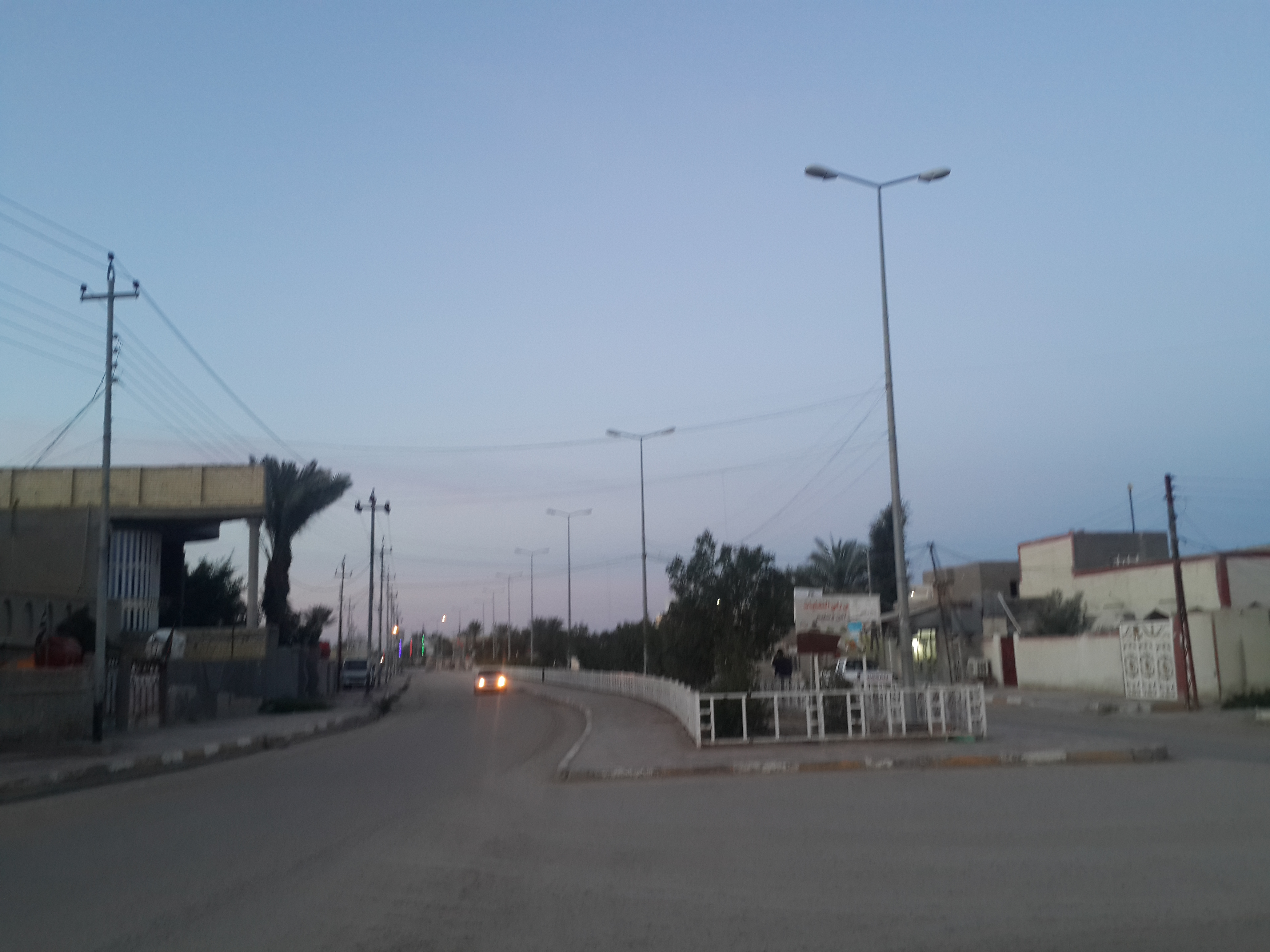

- الحي العسكري
- حي الدور
- حي الصدرين
- شارع الهدى

- شارع 20
- شارع 30

## مساجد
- جامع الرسول الأعظم (ص)
- مسجد قائم آل محمد (ع)
- جامع الدواية الكبير
- حسينية الزهراء (ع)

## مدارس

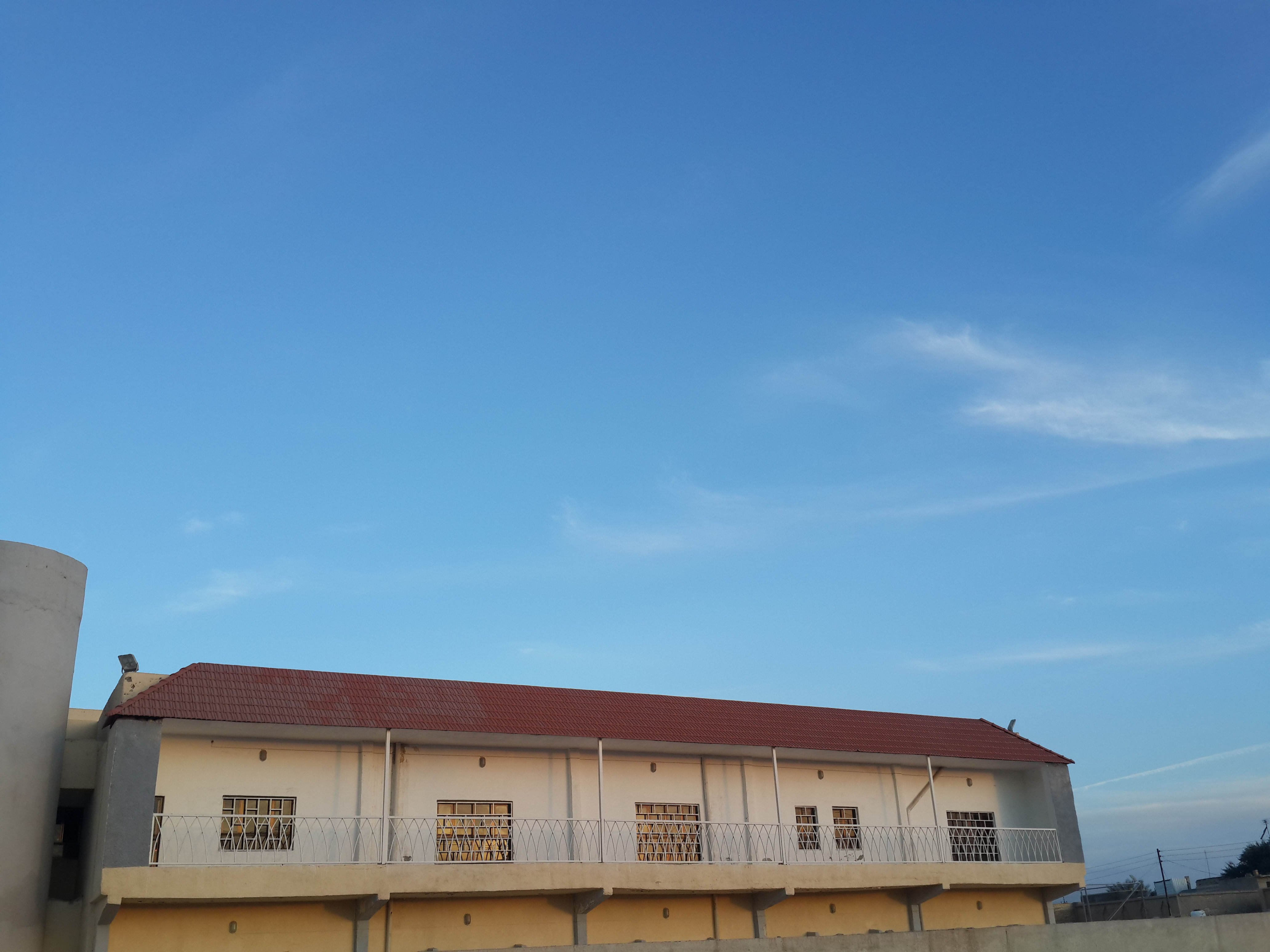

- أعدادية الدواية للبنين
- أعدادية الصادق للبنين
- أعدادية الزهراء للبنات
- ثانوية بغداد الأهلية
- متوسطة نور العلوم